# Vivian Cheruiyot
Vivian Jepkemoi Cheruiyot (Keiyo, 11 september 1983) is een Keniaanse langeafstandsloopster, die is gespecialiseerd in de 5000 m. Zij werd op dit onderdeel tweemaal wereldkampioene en eenmaal Gemenebestkampioene. Ook nam ze driemaal deel aan de Olympische Spelen en veroverde hierbij in totaal drie medailles. Daarnaast werd ze in 2011 wereldkampioene veldlopen. Ze staat op plaats vijf op de lijst van snelste vrouwen aller tijden op de marathon (peildatum oktober 2018).

## Biografie

### Wereldkampioene bij de junioren
Haar eerste succes boekte Cheruiyot in 1999 door op de Keniaanse kampioenschappen de 5000 m te winnen. In 2000 werd ze wereldkampioene veldlopen bij de junioren en in 2001 Afrikaans jeugdkampioene op de 5000 m. In de jaren die volgden was zij een vaste deelneemster aan de WK veldlopen, aanvankelijk nog bij de junioren en vanaf 2004 bij de senioren. Opvallend is dat zij sindsdien steeds als achtste is gefinisht, op de korte afstand zowel als bij de lange cross.

### Zilver op WK
In 2007 nam Cheruiyot deel aan de wereldkampioenschappen in Osaka, waar zij uitkwam op haar favoriete nummer, de 5000 m. In de finale was olympisch kampioene Meseret Defar een klasse apart en dus niet te verslaan, maar Cheruiyot slaagde erin om van de drie Keniaanse deelneemsters het beste in het spoor te blijven van de Ethiopische en finishte ten slotte als tweede in 14.58,50, 0,6 seconden achter winnares Defar.

### OS 2008
Een jaar later plaatste Vivian Cheruiyot zich op de Olympische Spelen in Peking opnieuw voor de finale van de 5000 m, maar ditmaal viel ze met een vijfde plaats in 15.46,32 buiten de medailles. Het gevecht om het eremetaal was in Peking weggelegd voor de kersverse wereldrecordhoudster, de Ethiopische Tirunesh Dibaba (14.11,15 op 6 juni in Oslo) en haar landgenote Meseret Defar, die op 22 juli in Stockholm 14.12,88 had gelopen. Tussen deze twee mengde zich hun Turkse ex-landgenote Elvan Abeylegesse. Uiteindelijk trok Dibaba aan het langste eind, werd Abeylegesse tweede en werd regerend olympisch kampioene Defar verwezen naar de derde plaats.

### Wereldkampioene in 2009
Na enkele knappe overwinningen op de 3000 m indoor in Valencia en Birmingham aan het begin van 2009, verraste Cheruiyot op 1 maart 2009 vriend en vijand door in Puerto Rico in de 'World's Best 10K' Lornah Kiplagat te verslaan, die deze wedstrijd in de voorafgaande jaren zes keer, waarvan vijf keer op rij, had gewonnen. De Nederlandse moest ditmaal echter ruim een halve minuut toegeven op de ontketende Keniaanse. Dat dit geen bevlieging was geweest, maar een voorbode van nog meer, bewees Cheruiyot vervolgens op de WK in Berlijn, een klein half jaar later. Ondanks een messcherpe demarrage van de Ethiopische Meseret Defar, die in de laatste ronde van de finale op de 5000 m in Berlijn de overheersing van de Keniaanse atletes meende te doorbreken, wist Vivian Cheruiyot haar in de laatste meters voor de finish buitenom voorbij te steken, terwijl landgenote Sylvia Kibet hetzelfde deed, maar binnendoor. Cheruiyot won in 14.57,97, voor Kibet die 14.58,33 liet noteren, terwijl Defar in 14.58,41 genoegen moest nemen met het brons.

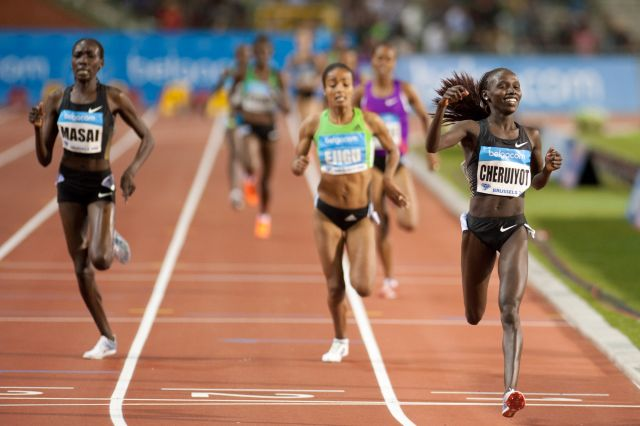
Vivian Cheruiyot (rechts) wint de 5000 m tijdens de Memorial Van Damme 2010.

### Gemenebestkampioene in 2010
Met het winnen van de San Silvestre Vallecana, de 10 km-wedstrijd in het Spaanse Madrid, die sinds 1964 op oudejaarsdag wordt gelopen, sloot Cheruiyot het voor haar zo succesvolle jaar 2009 af. Tegelijk gaf ze er haar ambities voor het volgend jaar mee aan. In eerste instantie moest ze het in maart op de wereldindoorkampioenschappen ditmaal echter afleggen tegen Meseret Defar, die zij in Doha in de eindsprint niet kon afhouden van haar vierde achtereenvolgende wereldtitel op de 3000 m, al was de marge klein: 8.51,17 om 8.51,85. De Ethiopische haalde er haar gram mee terug voor de nederlaag, die zij het jaar ervoor in Berlijn had geleden.
In de Diamond League, de serie wedstrijden die vanaf 2010 de Golden League vervangt, won Vivian Cheruiyot vervolgens enkele belangrijke 5000 meters en ook veel prijzengeld, waardoor zij zich uiteindelijk op de Memorial Van Damme, op 27 augustus in Brussel, door een nieuwe overwinning op de 5000 m de ultieme winnares op deze afstand mocht noemen, wat haar behalve 40.000 dollar tevens een diamant opleverde.
Ten slotte werd zij in oktober kampioene op de 5000 m tijdens de Gemenebestspelen in het Indiase Delhi in 15.55,12, met opnieuw Sylvia Kibet in haar kielzog, die tot een tijd van 15.55,61 kwam.
Opvallend waren Cheruiyots prestaties bij de wereldatletiekfinales, de jaarlijkse afsluiting van het baanseizoen. Vanaf 2004 tot en met 2009 is zij er, met uitzondering van 2005, steeds met één of twee medailles vandaan gekomen.
Cheruiyot wordt getraind door Ricky Simms.

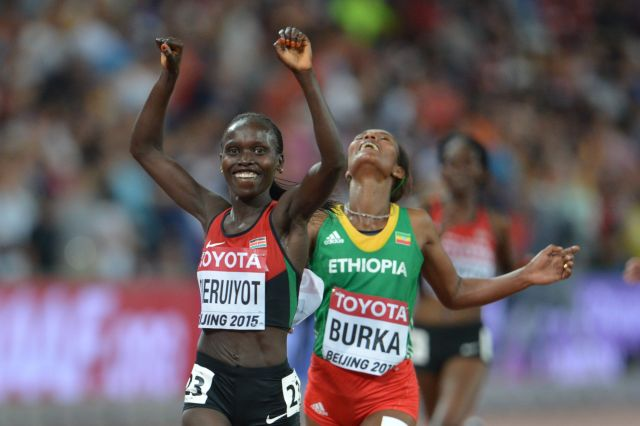
Op de WK van 2015 in Peking verovert Vivian Cheruiyot voor de tweede maal in haar loopbaan de wereldtitel op de 10.000 m.

## Titels
- Olympisch kampioene 5000 m - 2016
- Wereldkampioene 5000 m - 2009, 2011
- Wereldkampioene 10.000 m - 2011, 2015
- Wereldkampioene veldlopen - 2011
- Gemenebestkampioene 5000 m - 2010
- Wereldjeugdkampioene veldlopen - 2000
- Afrikaans jeugdkampioene 5000 m - 2001
- Keniaans kampioene 5000 m - 1999, 2007, 2010

## Persoonlijke records
Baan
| Onderdeel | Prestatie        | Datum             | Plaats         |
| --------- | ---------------- | ----------------- | -------------- |
| 1500 m    | 4.06,6           | 18 mei 2012       | Nairobi        |
| 2000 m    | 5.31,52 (NR)     | 7 juni 2009       | Eugene         |
| 3000 m    | 8.28,66          | 23 september 2007 | Stuttgart      |
| 5000 m    | 14.20,87 (ex-NR) | 29 juli 2011      | Stockholm      |
| 10.000 m  | 29.32,53 (NR)    | 12 augustus 2016  | Rio de Janeiro |

Weg
| Onderdeel      | Prestatie | Datum            | Plaats     |
| -------------- | --------- | ---------------- | ---------- |
| 10 km          | 30.47     | 26 februari 2012 | San Juan   |
| 15 km          | 47.51     | 25 oktober 2015  | Portsmouth |
| 20 km          | 1:06.25   | 19 maart 2017    | Lissabon   |
| halve marathon | 1:09.44   | 19 maart 2017    | Lissabon   |
| 30 km          | 1:38.50   | 23 april 2017    | Londen     |
| marathon       | 2:18.31   | 22 april 2018    | Londen     |

Indoor
| Onderdeel   | Prestatie       | Datum            | Plaats     |
| ----------- | --------------- | ---------------- | ---------- |
| 3000 m      | 8.30,53 (ex-NR) | 21 februari 2009 | Birmingham |
| 2 Eng. mijl | 9.12,35 (NR)    | 20 februari 2010 | Birmingham |

## Prestaties

### Kampioenschappen
| Jaar | Wedstrijd            | Plaats         | Resultaat | Extra         |
| ---- | -------------------- | -------------- | --------- | ------------- |
| 1998 | WK veldlopen         | Marrakesh      | 5e        | Junior race   |
| 1999 | WK veldlopen         | Belfast        | 2e        | Junior race   |
| 1999 | Afrikaanse Spelen    | Johannesburg   | 3e        | 5000 m        |
| 1999 | WJK                  | Bydgoszcz      | 3e        | 3000 m        |
| 2000 | WK veldlopen         | Vilamoura      | 1e        | Junior race   |
| 2000 | OS                   | Sydney         | 14e       | 5000 m        |
| 2001 | WK veldlopen         | Oostende       | 4e        | Junior race   |
| 2001 | Afrikaans jeugdkamp. | Réduit         | 1e        | 5000 m        |
| 2002 | WK veldlopen         | Dublin         | 3e        | Junior race   |
| 2002 | WJK                  | Kingston       | 3e        | 5000 m        |
| 2004 | WK veldlopen         | Brussel        | 8e        | Korte afstand |
| 2004 | Wereldatletiekfinale | Stuttgart      | 3e        | 3000 m        |
| 2006 | WK veldlopen         | Fukuoka        | 8e        | Korte afstand |
| 2006 | Wereldatletiekfinale | Stuttgart      | 3e        | 3000 m        |
| 2006 | Wereldatletiekfinale | Stuttgart      | 5e        | 5000 m        |
| 2007 | WK veldlopen         | Mombasa        | 8e        | Senioren      |
| 2007 | WK                   | Osaka          | 2e        | 5000 m        |
| 2007 | Wereldatletiekfinale | Stuttgart      | 2e        | 3000 m        |
| 2007 | Wereldatletiekfinale | Stuttgart      | 1e        | 5000 m        |
| 2008 | OS                   | Peking         | 5e        | 5000 m        |
| 2008 | Wereldatletiekfinale | Stuttgart      | 2e        | 3000 m        |
| 2008 | Wereldatletiekfinale | Stuttgart      | 2e        | 5000 m        |
| 2009 | WK                   | Berlijn        | 1e        | 5000 m        |
| 2009 | Wereldatletiekfinale | Thessaloniki   | 2e        | 3000 m        |
| 2009 | Wereldatletiekfinale | Thessaloniki   | 3e        | 5000 m        |
| 2010 | WK indoor            | Doha           | 2e        | 3000 m        |
| 2010 | Gemenebestspelen     | Delhi          | 1e        | 5000 m        |
| 2011 | WK veldlopen         | Punta Umbria   | 1e        | Lange afstand |
| 2011 | WK                   | Daegu          | 1e        | 10.000 m      |
| 2012 | OS                   | Londen         | 2e        | 5000 m        |
| 2012 | OS                   | Londen         | 3e        | 10.000 m      |
| 2015 | WK                   | Peking         | 1e        | 10.000 m      |
| 2016 | OS                   | Rio de Janeiro | 2e        | 10.000 m      |
| 2016 | OS                   | Rio de Janeiro | 1e        | 5000 m        |

### Golden League-podiumplekken
| Jaar | Wedstrijd          | Plaats  | Resultaat | Extra  | Tijd     |
| ---- | ------------------ | ------- | --------- | ------ | -------- |
| 2007 | Bislett Games      | Oslo    | 2e        | 5000 m | 14.22,51 |
| 2007 | ISTAF              | Berlijn | 1e        | 5000 m | 14.50,78 |
| 2008 | Memorial Van Damme | Brussel | 1e        | 5000 m | 14.25,43 |
| 2009 | Bislett Games      | Oslo    | 2e        | 5000 m | 14.37,01 |
| 2009 | Memorial Van Damme | Brussel | 2e        | 2000 m | 5.35,46  |

### Diamond League-podiumplekken
| Jaar | Wedstrijd                       | Plaats      | Resultaat | Extra  | Tijd     |
| ---- | ------------------------------- | ----------- | --------- | ------ | -------- |
| 2010 | Eindzege Diamond League         | nvt         |           | 5000 m | nvt      |
| 2010 | Meeting Areva                   | Saint-Denis | 1e        | 5000 m | 14.27,41 |
| 2010 | London Grand Prix               | Londen      | 2e        | 5000 m | 14.38,17 |
| 2010 | Athletissima                    | Lausanne    | 1e        | 3000 m | 8.34,58  |
| 2010 | Memorial Van Damme              | Brussel     | 1e        | 5000 m | 14.34,13 |
| 2011 | Eindzege Diamond League         | nvt         |           | 5000 m | nvt      |
| 2011 | Shanghai Golden Grand Prix      | Shanghai    | 1e        | 5000 m | 14.31,92 |
| 2011 | Prefontaine Classic             | Eugene      | 1e        | 5000 m | 14.33,96 |
| 2011 | DN Galan                        | Stockholm   | 1e        | 5000 m | 14.20,87 |
| 2011 | Weltklasse Zürich               | Zürich      | 1e        | 5000 m | 14.30,10 |
| 2012 | Eindzege Diamond League         | nvt         |           | 5000 m | nvt      |
| 2012 | Qatar Athletic Super Grand Prix | Doha        | 1e        | 3000 m | 8.46,44  |
| 2012 | Golden Gala                     | Rome        | 1e        | 5000 m | 14.35,62 |
| 2012 | London Grand Prix               | Londen      | 1e        | 5000 m | 14.48,86 |
| 2012 | Birmingham Grand Prix           | Birmingham  | 1e        | 3000 m | 8.41,22  |
| 2012 | Memorial Van Damme              | Brussel     | 1e        | 5000 m | 14.46,01 |

### Overige wegwedstrijden
5 km
- 2008:  5 km van Carlsbad - 15.14
- 2009:  Adidas Women's Challenge in Londen - 15.11
- 2010:  Corsa Internazionale di San Silvestro Boclassic in Bolzano - 15.52,7
- 2011:  Corsa Internazionale di San Silvestro Boclassic in Bolzano - 16.03,0

10 km
- 2003:  São Silvestre da Amadora - 33.18
- 2006:  Resolution Asset Management Women's Run in Glasgow - 32.26
- 2007:  Resolution Asset Management Women's Run in Glasgow - 32.08
- 2007:  San Silvestre Vallecana in Madrid - 31.50
- 2008:  Resolution Asset Management Women's Run in Glasgow - 31.32
- 2009:  World's Best in San Juan - 31.11,7
- 2009:  Great Manchester Run - 32.01
- 2009:  San Silvestre Vallecana in Madrid - 32.15
- 2010:  World's Best in San Juan - 31.06,5
- 2012:  World's Best in San Juan - 30.47,0

10 Eng. mijl
- 2015:  Great South Run - 51.17

halve marathon
- 2016:  Great North Run - 1:07.54
- 2017:  halve marathon van Lissabon - 1:09.44
- 2018:  Great North Run - 1:07.44
- 2019:  halve marathon van Lissabon - 1:06.34

marathon
- 2017: 4e marathon van Londen - 2:23.50
- 2017:  marathon van Frankfurt - 2:23.35

## Onderscheidingen
- Laureus World Sports Award - 2012
- Keniaans atlete van het jaar - 2015[3]

1996: Wang Junxia ·
2000: Gabriela Szabó ·
2004: Meseret Defar ·
2008: Tirunesh Dibaba ·
2012: Meseret Defar ·
2016: Vivian Cheruiyot ·
2020: Sifan Hassan ·
2024: Beatrice Chebet
1995 Sonia O'Sullivan ·
1997 Gabriela Szabó ·
1999 Gabriela Szabó ·
2001 Olga Jegorova ·
2003 Tirunesh Dibaba ·
2005 Tirunesh Dibaba ·
2007 Meseret Defar ·
2009 Vivian Cheruiyot ·
2011 Vivian Cheruiyot ·
2013 Meseret Defar ·
2015 Almaz Ayana ·
2017 Hellen Obiri ·
2019 Hellen Obiri ·
2022 Gudaf Tsegay ·
2023 Faith Chepngetich Kipyegon
1987 Ingrid Kristiansen ·
1991 Liz McColgan ·
1993 Wang Junxia ·
1995 Fernanda Ribeiro ·
1997 Sally Barsosio ·
1999 Gete Wami ·
2001 Derartu Tulu ·
2003 Berhane Adere ·
2005 Tirunesh Dibaba ·
2007 Tirunesh Dibaba ·
2009 Linet Masai ·
2011 Vivian Cheruiyot ·
2013 Tirunesh Dibaba ·
2015 Vivian Cheruiyot ·
2017: Almaz Ayana ·
2019 Sifan Hassan ·
2022 Letesenbet Gidey ·
2023 Gudaf Tsegay
Mannen: 2000: Tiger Woods · 2001: Tiger Woods · 2002: Michael Schumacher · 2003: Lance Armstrong · 2004: Michael Schumacher · 2005: Roger Federer · 2006: Roger Federer · 2007: Roger Federer · 2008: Roger Federer · 2009: Usain Bolt · 2010: Usain Bolt · 2011: Rafael Nadal · 2012: Novak Djokovic · 2013: Usain Bolt · 2014: Sebastian Vettel · 2015: Novak Djokovic · 2016: Usain Bolt · 2017: Novak Djokovic · 2018: Roger Federer · 2018: Novak Djokovic · 2020: Lewis Hamilton en Lionel Messi · 2021: Rafael Nadal · 2022: Max Verstappen · 2023: Lionel Messi

Vrouwen: 2000: Marion Jones · 2001: Cathy Freeman · 2002: Jennifer Capriati · 2003: Serena Williams · 2004: Annika Sörenstam · 2005: Kelly Holmes · 2006: Janica Kostelić · 2007: Jelena Isinbajeva · 2008: Justine Henin · 2009: Jelena Isinbajeva · 2010: Serena Williams · 2011: Lindsey Vonn · 2012: Vivian Cheruiyot · 2013: Jessica Ennis · 2014: Missy Franklin · 2015: Genzebe Dibaba · 2016: Serena Williams · 2017: Simone Biles · 2018: Serena Williams · 2019: Simone Biles · 2020: Simone Biles · 2021: Naomi Osaka · 2022: Elaine Thompson-Herah · 2023: Shelly-Ann Fraser-Pryce